# 647 (číslo)
Šest set čtyřicet sedm je přirozené číslo. Následuje po čísle šest set čtyřicet šest a předchází číslu šest set čtyřicet osm. Římskými číslicemi se zapisuje DCXLVII a řeckými číslicemi χμζ.

## Matematika
647 je:
- Deficientní číslo
- Prvočíslo
- Nešťastné číslo

## Astronomie
- (647) Adelgunde je planetka hlavního pásu, kterou objevil v roce 1907 August Kopff

## Roky
- 647
- 647 př. n. l.